# Rebelión de Tacna de 1813
La Rebelión de Tacna de 1813, conocida también como la Segunda revuelta de Tacna, fue una insurrección independentista que estalló el 3 de octubre de 1813 en Tacna, ciudad situada al sur del entonces Virreinato del Perú. Fue acaudillada por los hermanos Enrique y Juan Francisco Paillardelli, el alcalde Manuel Calderón de la Barca, entre otros patriotas, y contó con el apoyo del cusqueño Julián Peñaranda.
Esta rebelión, al igual que su antecedente, la insurrección de Tacna de 1811, se puso en relación con los revolucionarios argentinos, que en 1813 invadieron por segunda vez el Alto Perú, esta vez bajo el mando del general Manuel Belgrano. Tras la toma de Tacna, los patriotas marcharon a Moquegua con dirección a Arequipa, pero fueron derrotados por los realistas en Combate de Camiara (13 de octubre de 1813). La noticia de la derrota de los argentinos en Vilcapuquio acabó con las esperanzas de recibir apoyo exterior y los patriotas tacneños se dispersaron. Los hermanos Paillardelli pasaron al Alto Perú, donde se reunieron con los restos de la expedición de Belgrano.

## Contexto continental
La Junta formada por los patriotas bonaerenses en 1810 consideró necesario extender su movimiento hacia todos los lugares del Virreinato del Río de la Plata. Así, envió expediciones al Paraguay, Uruguay y al Alto Perú, lugar este último de vital importancia por cuanto se encontraba en la ruta al Perú, centro del poderío español.
La primera expedición argentina al Alto Perú estuvo al mando del general Antonio González Balcarce, quien, luego de obtener la victoria de Suipacha (7 de noviembre de 1810), ocupó La Paz y avanzó rumbo al Desaguadero, pero fue derrotado por el general arequipeño al servicio español, José Manuel de Goyeneche, en la batalla de Guaqui (20 de junio de 1811). Esta primera expedición argentina alentó el estallido de la primera rebelión de Tacna, la que encabezó Francisco de Zela en 1811.
La segunda expedición argentina al Alto Perú fue comandada por el general Manuel Belgrano. Este se puso en marcha hacia Tucumán, donde derrotó a las fuerzas realistas que bajo el mando del general Pío Tristán habían penetrado por esa zona (24 de septiembre de 1812). Más tarde, obtuvo otra victoria en la batalla de Salta, el 20 de febrero de 1813, tras la cual el ejército argentino volvió a emprender otra ofensiva y ocupó nuevamente el Alto Perú
El virrey del Perú José Fernando de Abascal sustituyó a Goyeneche por el general Joaquín de la Pezuela, recién venido de la península. Pezuela marchó hacia el Alto Perú, reorganizó el Ejército Real del Perú y derrotó a Belgrano en la batalla de Vilcapugio el 1 de octubre de 1813 y seguidamente en la batalla de Ayohuma, el 14 de noviembre del mismo año, obligando a los patriotas argentinos a retirarse del Alto Perú. Esta segunda expedición argentina fue la que mantuvo relación con la segunda rebelión de Tacna de 1813, encabezada por los hermanos Paillardelli y por Julián Peñaranda.
Según sus objetivos, la rebelión de Zela, constituye una rebelión autonomista-reformista; y la de Paillardelli, uno de signo separatista; sin embargo, estas dos últimas dentro del movimiento de liberación criollo vinculado a comerciantes y hacendados provincianos y a la Junta de Gobierno de las provincias unidas del Río de la Plata

## La efervescencia revolucionaria de Tacna
En 1813, cuando hacía poco tiempo había sido debelada la rebelión de Zela, el fuego revolucionario se mantenía vivo entre los tacneños. La mayoría de la población estaba decidida por la independencia y los papeles revolucionarios circulaban a raudales por toda la ciudad. Una idea de este espíritu revolucionario es lo dicho por el subdelegado realista de Tacna Antonio Rivero y Araníbar en un parte que remitió al intendente de Arequipa, a la letra:

Sé con toda evidencia a quién y por quiénes son remitidos los papeles subversivos con que está inundada la plaza, y esto lo sabe el mismo Virrey del Reino, pues es tan grande el número de comprometidos en este negocio, que para corregir medianamente el mal sería preciso meter en la cárcel a medio Tacna.

Mientras que la historia oficial habla de una alianza de los sectores sociales criollos, indígenas, mestizos; la realidad es que se trató de una rebelión típicamente criolla por los objetivos políticos esgrimidos y los cambios en la estructura política en los cortos días que duró la misma. Habría que añadir que el movimiento de Paillardelli tuvo mayores miras en la política de alianzas ya que, además de comerciantes y hacendados criollos, convocó a los indígenas campesinos ligados al comercio y demandó la liberación de la población esclava africana. Aun así, los comerciantes fueron la columna vertebral de los núcleos rebeldes de Zela y Paillardelli, siendo los mercaderes los que coparon las “juntas autonómicas de 1811 y 1813”.
La participación de la población en este levantamiento no fue homogénea; si bien participaron criollos, mestizos, indios, y hasta tropas regulares al servicio del rey, también, incluso algunos mulatos y hasta españoles de clase baja, ha existido una resistencia de los hacendados esclavistas de esta ciudad a no liberar a sus esclavos para la causa de la independencia. Por testimonio propio, Paillardelli dice:

“(…) intenté dar la libertad á los Negros, lo que no pude verificar á causa de que algunos malbados me amotinaron la Gente, y no pudiendo castigar á estos por no tener como sostener mis determinaciones, me fue imposible tomar medidas para apoderarme del resto de la Costa”

## La rebelión de Tacna (octubre de 1813)
Entre los planes del general argentino Manuel Belgrano estaba fomentar el descontento y la sublevación de los pueblos del Alto y del Bajo Perú. Con ese propósito envió emisarios a varios lugares de esa región. Uno de esos emisarios fue  Juan Francisco Paillardelli, cuyo hermano Enrique Paillardelli conspiraba entonces en Tacna, mientras que el cusqueño Julián Peñaranda lo hacía en Tarapacá.
Enrique Paillardelli viajó a Puno, donde se encontró con su hermano Juan Francisco, quien le puso al corriente de las instrucciones de Belgrano. El plan consistía en concertar el alzamiento de todo el sur del Perú. Debían estallar conjuntamente movimientos en Arequipa, Moquegua, Tacna y Tarapacá. Llegado el momento de actuar, sólo se produjo el estallido en Tacna el día 3 de octubre de 1813. Los patriotas se apoderaron de los cuarteles tacneños y apresaron al gobernador realista de la provincia. Al día siguiente Juan Francisco Paillardelli partió hacia el campamento de Belgrano, con la buena nueva del éxito logrado en Tacna. La jefatura de la rebelión tacneña la asumió Enrique Paillardelli, secundada por Manuel Calderón de la Barca, alcalde de primer voto del Cabildo Constitucional. Contaban también con el apoyo de Julián Peñaranda, quien se apoderó de 200 caballos destinados para los realistas del Alto Perú, los cuales puso a disposición de los patriotas.
A fines de octubre, Paillardelli se puso al frente de 400 revolucionarios armados, y enarbolando la bandera argentina, emprendió la ofensiva hacia Moquegua, ciudad situada al norte de Tacna. Las autoridades virreinales, enteradas de la insurrección tacneña, prepararon la ofensiva. El intendente de Arequipa, José Gabriel Moscoso, envió al coronel José García de Santiago con un buen contingente de tropas realistas, las cuales arribaron a Moquegua antes que los patriotas y se reforzaron con milicias locales. Estando ya listos para continuar la marcha hacia Tacna, les salieron al encuentro las tropas patriotas de Paillardelli. La lucha se trabó en Camiara, al norte de Tacna, el 13 de octubre de 1813. Los patriotas atacaron desordenadamente, mientras que los realistas mostraron más disciplina y cohesión. La acción duró solo 30 minutos, culminando con la derrota y retirada de los patriotas, que regresaron a Tacna. Los realistas capturaron 18 prisioneros.
En Tacna ya se sabía la derrota de Belgrano en Vilcapuquio, y perdida entonces toda posibilidad de recibir ayuda, los patriotas decidieron dispersarse. Enrique Paillardelli y unos cuantos seguidores huyeron hacia el Alto Perú, el 3 de noviembre de 1813, mientras que Tacna fue retomada por los realistas.
Así  terminó la segunda rebelión de Tacna. Este fue el único pueblo de la costa peruana que se pronunció dos veces consecutivas por la Independencia, antes de la llegada de la Expedición Libertadora del general José de San Martín.